# Melanthera fauriei
Melanthera fauriei es una rara especie de planta perteneciente a la familia de las asteráceas.

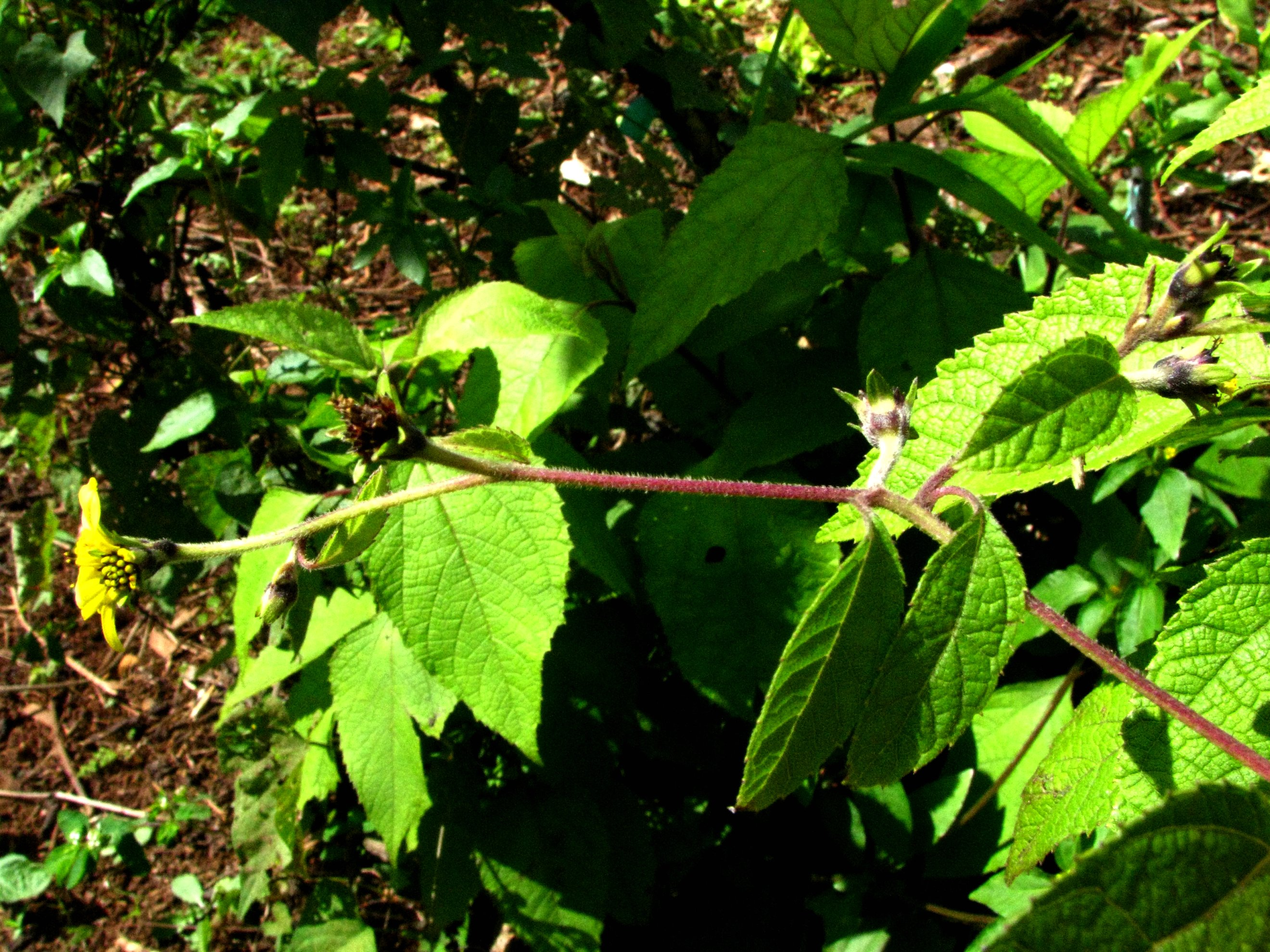
Tallo con flor.

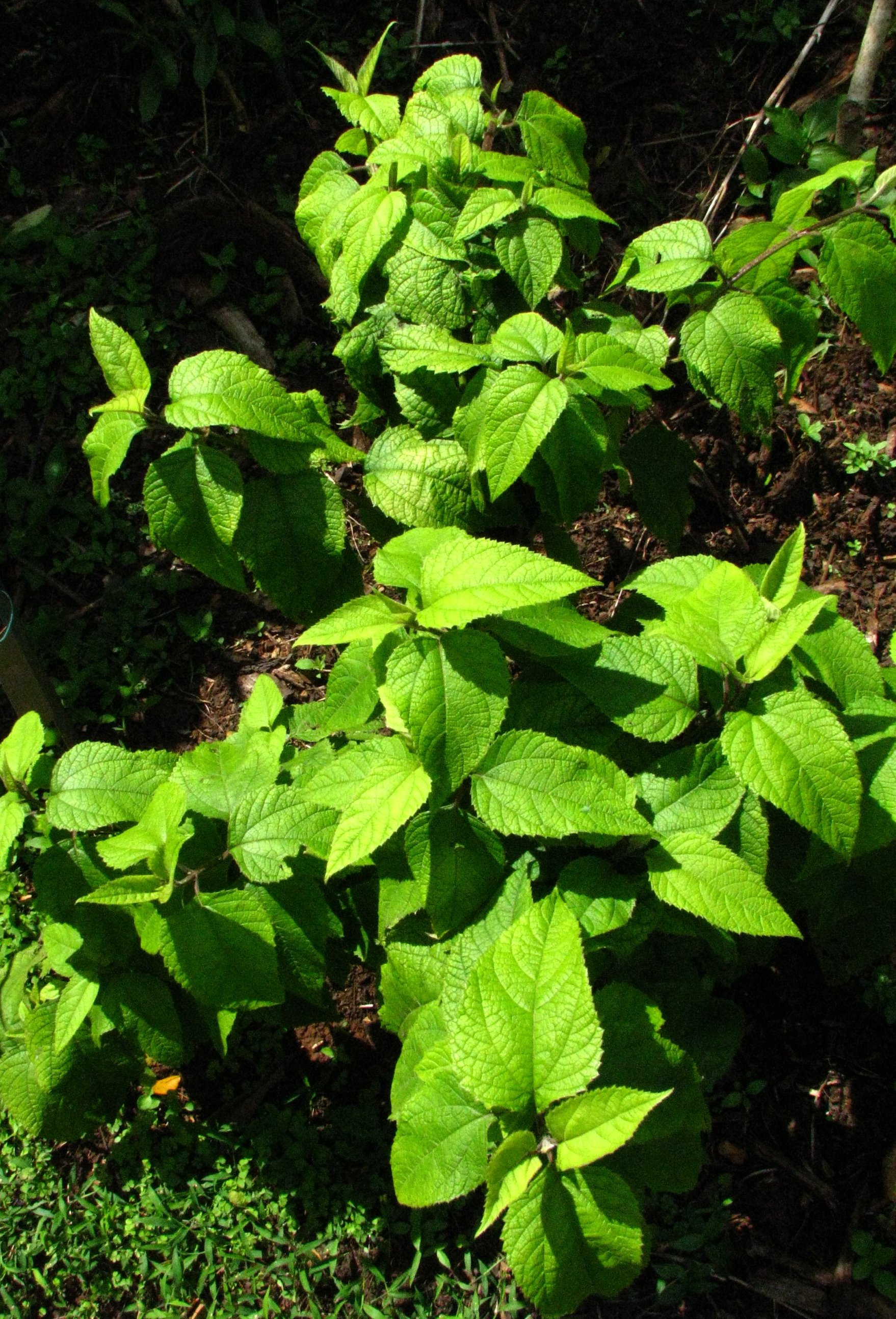
Follaje

## Distribución y hábitat
La planta es endémica de Hawái, donde se conoce sólo de la isla de Kauai. Crece en varios tipos de bosques en Kauai, y se puede encontrar en el hábitat seco, húmedo y mojado.

## Descripción
Melanthera fauriei es una hierba perenne que produce flores amarillas en cabezas de flores.
Conservación [ editar ]
Melanthera fauriei está en la lista federal como una especie de los Estados Unidos en peligro de extinción. Sólo hay diez poblaciones restantes, con una población mundial total de no más de 240 plantas.
La principal amenaza para la especie es la pérdida y la degradación de su hábitat causada por los ciervos, cabras, ratas, jabalíes, incendios, deslizamientos de tierra, y las especies de plantas invasoras.

## Taxonomía
Melanthera fauriei fue descrita por (H.Lév.) W.L.Wagner & H.Rob. y publicado en Brittonia 53(4): 552. 2001[2002].
Sinonimia
- Lipochaeta deltoidea
- Lipochaeta fauriei Levl.